# 91199 Johngray
91199 Johngray è un asteroide della fascia principale. Scoperto nel 1998, presenta un'orbita caratterizzata da un semiasse maggiore pari a 3,2307409 UA e da un'eccentricità di 0,0612075, inclinata di 22,10335° rispetto all'eclittica.